# 李璋 (北周)
李璋（6世纪？—580年），南北朝北周人，唐太祖李虎的第四子，唐高祖李渊的四叔。
在北周时，官居梁州刺史。他与赵王宇文祐（宇文招）想振兴被杨坚把持的北周朝廷，谋杀杨坚（隋文帝），没有成功，被杀。生有二子：李韶，李孝基。李韶死在隋朝，李渊建立唐朝，武德年间，追封李璋为毕王、李韶为东平王，李韶生子江夏郡王李道宗，竟陵郡王李道素，广宁郡王李道兴、博陵郡公李道弼。
后人有殿中侍御史李举。李璋另有四世孙同州司功参军李濬，李濬生左千牛卫大将军李先，李先生李氏，嫁孙某。